# Australische Cricket-Nationalmannschaft in Indien in der Saison 2017/18
Die Tour der australischen Cricket-Nationalmannschaft nach Indien in der Saison 2017/18 fand vom 17. September bis zum 13. Oktober 2017 statt. Die internationale Cricket-Tour war Bestandteil der Internationalen Cricket-Saison 2017/18 und umfasste fünf ODIs und drei Twenty20s. Indien gewann die ODI-Serie 4–1, während die Twenty20-Serie 1–1 unentschieden endete.

## Vorgeschichte
Für beide Mannschaften ist es die erste Tour der Saison.
Das letzte Aufeinandertreffen der beiden Mannschaften bei einer Tour fand in der Saison 2016/17 in Indien statt.

## Stadien
Die folgenden Stadien wurden für die Tour als Austragungsort vorgesehen und am 1. August 2017 bekanntgegeben.
| Stadion                                    | Stadt     | Kapazität | Spiele |
| ------------------------------------------ | --------- | --------- | ------ |
| M. Chinnaswamy Stadium                     | Begaluru  | 42.000    | 4. ODI |
| M. A. Chidambaram Stadium                  | Chennai   | 46.000    | 1. ODI |
| Nehru Stadium                              | Guwahati  | 15.000    | 2. T20 |
| Rajiv Gandhi International Cricket Stadium | Hyderabad | 55.000    | 3. T20 |
| Holkar Stadium                             | Indore    | 30.000    | 3. ODI |
| Eden Gardens                               | Kolkata   | 82.000    | 2. ODI |
| Vidarbha Cricket Association Stadium       | Nagpur    | 45.000    | 5. ODI |
| JSCA International Stadium Complex         | Ranchi    | 39.133    | 1. T20 |

## Kaderlisten
Australien benannte seine Kader am 18. August 2017.
Indien benannte seinen ODI-Kader am 10. September, und seinen Twenty20-Kader am 1. Oktober 2017.
| ODI | ODI | Twenty20 | Twenty20 |
| Indien | Australien | Indien | Australien |
| --- | --- | --- | --- |
| - Virat Kohli (K) - Rohit Sharma (VK) - Jasprit Bumrah - Yuzvendra Chahal - Shikhar Dhawan - MS Dhoni (wk) - Ravindra Jadeja - Kedar Jadhav - Bhuvneshwar Kumar - Manish Pandey - Hardik Pandya - Axar Patel - Ajinkya Rahane - KL Rahul - Mohammed Shami - Kuldeep Yadav - Umesh Yadav | - Steve Smith (K) - David Warner (VK) - Ashton Agar - Hilton Cartwright - Nathan Coulter-Nile - Pat Cummins - Peter Handscomb - James Faulkner - Aaron Finch - Josh Hazlewood - Travis Head - Glenn Maxwell - Kane Richardson - Marcus Stoinis - Matthew Wade (wk) - Adam Zampa | - Virat Kohli (K) - Rohit Sharma (VK) - Jasprit Bumrah - Yuzvendra Chahal - Shikhar Dhawan - MS Dhoni (wk) - Kedar Jadhav - Dinesh Karthik - Bhuvneshwar Kumar - Ashish Nehra - Manish Pandey - Hardik Pandya - Axar Patel - KL Rahul - Kuldeep Yadav | - Steve Smith (K) - David Warner (VK) - Jason Behrendorff - Daniel Christian - Nathan Coulter-Nile - Pat Cummins - Aaron Finch - Travis Head - Moisés Henriques - Glenn Maxwell - Tim Paine (wk) - Kane Richardson - Marcus Stoinis - Andrew Tye - Adam Zampa |

## Tour Match
| 17. September Scorecard | Chennai | Australians 347-7 (50)           | – | Indian Board President's XI 244 (48.2) |
|                         |         | Australians gewinnt mit 103 Runs |   |                                        |

## One-Day Internationals

### Erstes ODI in Chennai
| 17. September Scorecard | Chennai | Indien 281-7 (50)                       | – | Australien 137-9 (21/21) |
|                         |         | Indien gewinnt mit 26 Runs (D/L method) |   |                          |

### Zweites ODI in Kolkata
| 21. September Scorecard | Kolkata | Indien 252 (50)            | – | Australien 202 (43.1) |
|                         |         | Indien gewinnt mit 50 Runs |   |                       |

### Drittes ODI in Indore
| 24. September Scorecard | Indore | Australien 293-6 (50)        | – | Indien 294-5 (47.5) |
|                         |        | Indien gewinnt mit 5 Wickets |   |                     |

### Viertes ODI in Bengaluru
| 28. September Scorecard | Bengaluru | Australien 334-5 (50)          | – | Indien 313-8 (50) |
|                         |           | Australien gewinnt mit 21 Runs |   |                   |

### Fünftes ODI in Nagpur
| 1. Oktober Scorecard | Nagpur | Australien 242-9 (50)        | – | Indien 243-3 (42.5) |
|                      |        | Indien gewinnt mit 7 Wickets |   |                     |

## Twenty20 Internationals

### Erstes Twenty20 in Ranchi
| 7. Oktober Scorecard | Ranchi | Australien 118-8 (18.4/18.4)              | – | Indien 49-1 (5.3/6) |
|                      |        | Indien gewinnt mit 9 Wickets (D/L method) |   |                     |

### Zweites Twenty20 in Guwahati
| 10. Oktober Scorecard | Guwahati | Indien 118-10 (20)               | – | Australien 122-2 (15.3) |
|                       |          | Australien gewinnt mit 8 Wickets |   |                         |

### Drittes Twenty20 in Hyderabad
| 13. Oktober Scorecard | Hyderabad | Indien   | – | Australien |
|                       |           | Abgesagt |   |            |